# Piattaforma Unitaria
La Piattaforma Unitaria (in spagnolo Plataforma Unitaria, PU) è una coalizione politica venezuelana di orientamento liberaldemocratico e anti-chavista.
L'alleanza è nata il 21 aprile 2021, a seguito della decisione del Tribunale supremo di giustizia, nel gennaio 2018, di escludere la coalizione politica dell'Unità Nazionale (MUD) dalle elezioni presidenziali di maggio 2018.

## Storia
Il 21 aprile 2021, Juan Guaidó ha presentato un documento su una nuova alleanza dell'opposizione denominata Piattaforma Unitaria, integrante la società civile, i sindacati, i militari in pensione, i partiti politici e i deputati dell'Assemblea nazionale.
A fine giugno, il Consiglio nazionale elettorale (CNE) ha riabilitato l'Unità Nazionale (MUD) come partito politico di carattere nazionale, permettendogli di partecipare alle elezioni regionali del 21 novembre.

### Elezioni primarie del 2023
Le elezioni primarie della Piattaforma Unitaria si sono svolte il 22 ottobre 2023 per scegliere il candidato della coalizione per le elezioni presidenziali del 2024. Il voto si è tenuto sia in Venezuela che in oltre 80 città di 30 paesi all'estero.
La vincitrice è stata l'ex deputata María Corina Machado, leader di Vente Venezuela, la quale ha ottenuto più di 2 milioni di voti, ovvero il 92,35% dei voti totali.
Tuttavia, il 30 ottobre 2023, il Tribunale supremo di giustizia ha dichiarato invalidi i risultati delle primarie e ha ratificato il divieto imposto dal governo a tre candidati, tra cui la vincitrice Machado, di candidarsi a cariche pubbliche, impedendole di fatto di partecipare alla corsa presidenziale.

### Elezioni presidenziali del 2024
Il 26 marzo 2024, il CNE ha confermato ufficialmente la candidatura alla presidenza di alcuni membri della Piattaforma Unitaria, tra cui Edmundo González Urrutia come indipendente, Manuel Rosales per Un Nuovo Tempo, e Enrique Márquez per Centrados.
Dopo alcune consultazioni all'interno della coalizione, Urrutia è stato selezionato all'unanimità come candidato definitivo per le elezioni presidenziali del 2024.

## Composizione
| Partiti | Partiti                    | Ideologia principale      | Leader               | Affiliazione internazionale                                                          |
| ------- | -------------------------- | ------------------------- | -------------------- | ------------------------------------------------------------------------------------ |
|         | Azione Democratica         | Socialdemocrazia          | Henry Ramos Allup    | Internazionale Socialista                                                            |
|         | Un Nuovo Tempo             | Socialdemocrazia          | Manuel Rosales       | Internazionale Socialista                                                            |
|         | La Causa Radical           | Radicalismo               | Andrés Velásquez     | –                                                                                    |
|         | Volontà Popolare           | Progressismo              | Leopoldo López       | Internazionale Socialista                                                            |
|         | Primero Justicia           | Conservatorismo           | Tomás Guanipa        | Internazionale Democratica Centrista                                                 |
|         | Movimento per il Venezuela | Socialdemocrazia          | Simón Calzadilla     | –                                                                                    |
|         | COPEI                      | Cristianesimo democratico | Roberto Enríquez     | Organizzazione Cristiano Democratica d'America, Internazionale Democratica Centrista |
|         | Convergenza Nazionale      | Conservatorismo           | Juan José Caldera    | Organizzazione Cristiano Democratica d'America (osservatore)                         |
|         | Incontro Cittadino         | Terza via                 | Delsa Solórzano      | Unione Democratica Internazionale                                                    |
|         | Progetto Venezuela         | Cristianesimo democratico | Henrique Salas Römer | Unione Democratica Internazionale                                                    |
|         | HF Venezuela               | Progressismo              | Henri Falcón         | –                                                                                    |